# Jan Gybels
Jan M. Gybels (Aarschot, 19 oktober 1928 - Goult, 29 mei 2011) was een Belgisch neurochirurg en hoogleraar neurologie aan de Katholieke Universiteit Leuven en wereldautoriteit in pijn. Hij was sinds 1994 toegelaten tot het emeritaat.
Gybels promoveerde aan de KU Leuven tot doctor met een proefschrijft getiteld "Autonome en cerebrale aktiviteit bij somatische prikkeling: een elektro-fysiologische studie" in 1955.
Gybels was in het begin van de jaren zestig als fellow verbonden aan het Canadese Montréal Neurological Institute van de McGill University alvorens in 1964 terug te keren naar de KU Leuven waar hij enkele jaren later het neurofysiologisch laboratorium oprichtte. In 1970 volgde zijn benoeming tot gewoon hoogleraar. Zijn expertiseveld was het ontstaan en de behandeling van pijn. Samen met William Sweet van de Harvard-universiteit bestudeerde hij persistente pijn. Gybels was in België ook een pionier van stereotaxische chirurgie en diepe hersenstimulatie.
Op zijn naam staan zo'n 350 wetenschappelijke artikels over pijn. Hij was werkend lid, voorzitter en erelid van de Koninklijke Academie voor Geneeskunde van België.
Hij overleed in 2011 op 82-jarige leeftijd tijdens een familiediner in restaurant Le Carillon in Goult, in de Vaucluse waar hij verbleef.

## Selecte bibliografie
- The neural mechanism of Parkinsonian tremor, Arscia, Brussel, 1963
- Neurosurgical treatment of persistant pain: physiological and pathological mechanisms of human pain. (met William H. Sweet), Karger, Basel, 1989, ISBN 3-8055-4885-0
- Electrical stimulation in anterior limbs of internal capsules in patients with obsessive-compulsive disorder, Bart Nuttin, Paul Cosyns, Hilde Demeulemeester, Jan Gybels, Björn Meyerson, The Lancet, 1999, PMID 10551504[3]
- Thalamatic stimulation in neuropathic pain: 27 years later, Acta neorologica belgica, 2001
- Oog in oog met pijn: pijnbeleving in België in een nieuw daglicht (met Léon Plaghki en Jacques Poncin), Globe, Groot-Bijgaarden, 2001 ISBN 90-5466-649-8

Verdere bibliografie (PubMed): PubMed query Gybels J (author), PubMed query Gybels JM (author)
- Bibsys: 90350780
- Bibliothèque nationale de France: cb11906620k (data)
- CiNii: DA03433503
- DBLP: 65/3574
- International Standard Name Identifier: 0000 0000 8366 3897
- Library of Congress Control Number: n83135281
- Mathematics Genealogy Project: 206172
- Nationale Bibliotheek van Israël: 987007450395905171
- Nederlandse Thesaurus van Auteursnamen: 070129363
- Système universitaire de documentation: 026911418
- Virtual International Authority File: 27065705